# وسام حمام

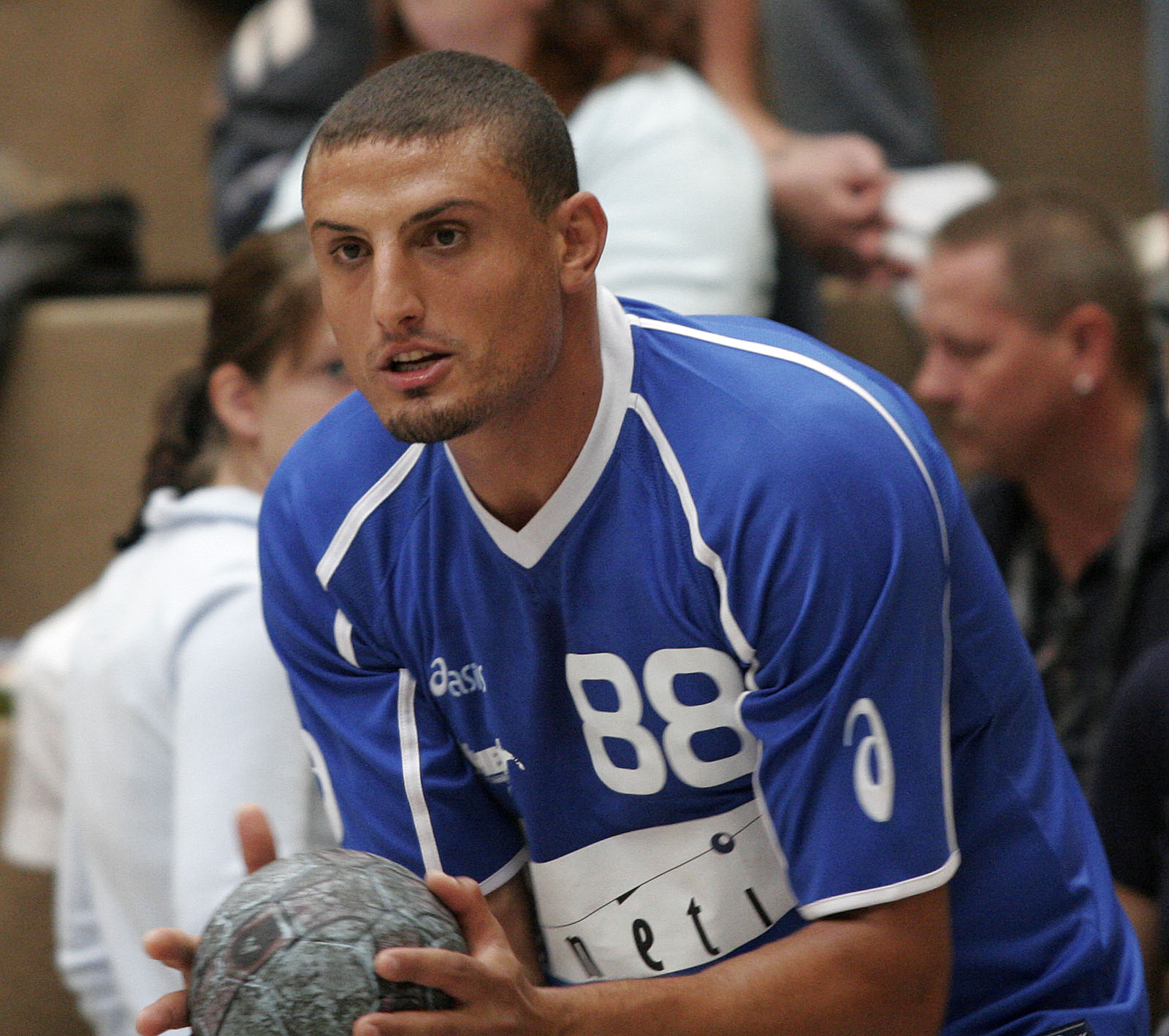
وسام حمام

وسام حمام المولود في 21 أفريل 1981 هو ظهير أيسر لاعب المنتخب الوطني التونسي لكرة اليد وفريق مونبيليي الفرنسي. اختير أفضل رياضي تونسي لسنة 2005 واختاره الاتحاد الدولي لكرة اليد كظهير الأيسر في التشكيلة المثالية لكرة اليد التي تظم أحسن اللاعبين في مونديال تونس 2005 لكرة. اختير كذلك أحسن ظهير أيسر في البطولة الفرنسية لموسم 2006-2007.

## الأندية
- 1995-2001: الاتحاد الرياضي منزل تميم ( تونس).
- 2001-2005: الترجي الرياضي التونسي ( تونس).
- 2005-2014: نادي مونبلييه لكرة اليد ( فرنسا).
- 2014-الآن: نادي سانت رافاييل لكرة اليد ( فرنسا).

## الجوائز والألقاب

### مع الفرق
- بطولة تونس: 2004، 2005.
- كأس تونس: 2002، 2005.
- كأس السوبر التونسي لكرة اليد للرجال: 2002.
- كأس إفريقيا للأندية الفائزة بالكؤوس لكرة اليد: 2003.
- نهائي دوري أبطال أفريقيا لكرة اليد: 2005.
- بطولة فرنسا: 2006، 2008، 2009، 2010، 2011، 2012.
- كأس الدوري الفرنسي: 2006، 2007، 2008، 2010، 2011، 2012،2013.
- كأس الأبطال الفرنسي: 2010، 2011.
- ميدالية برونزية في كأس العالم للأندية لكرة اليد 2012 ( قطر).

### مع المنتخب

#### الألعاب الأولمبية
- المرتبة العاشرة في الألعاب الأولمبية سنة 2000 في سيدني ( أستراليا).
- ربع النهائي في الألعاب الأولمبية سنة 2012 في لندن ( المملكة المتحدة).

#### بطولة العالم لكرة اليد
- المرتبة العاشرة في بطولة العالم لكرة اليد للرجال 2001 ( فرنسا).
- المرتبة الرابعة عشر في بطولة العالم لكرة اليد للرجال 2003 ( البرتغال).
- المرتبة الرابعة في بطولة العالم لكرة اليد للرجال 2005 ( تونس).
- المرتبة الحادية عشر في بطولة العالم لكرة اليد للرجال 2007 ( ألمانيا).
- المرتبة السابعة عشر في بطولة العالم لكرة اليد للرجال 2009 ( كرواتيا).
- المرتبة العشرون في بطولة العالم لكرة اليد للرجال 2011 ( السويد).
- المرتبة الخامسة عشر في بطولة العالم لكرة اليد للرجال 2015 ( قطر).

#### كأس العالم
- ميدالية فضية في كأس العالم لكرة اليد في 2006 ( السويد).

#### بطولة أفريقيا لكرة اليد
- ميدالية ذهبية في بطولة أفريقيا 2002 ( المغرب).
- ميدالية فضية في بطولة أفريقيا 2004 ( مصر).
- ميدالية ذهبية في بطولة أفريقيا 2006 ( تونس).
- ميدالية فضية في بطولة أفريقيا 2008 ( أنغولا).
- ميدالية ذهبية في بطولة أفريقيا 2010 ( مصر).
- ميدالية ذهبية في بطولة أفريقيا 2012 ( المغرب).

#### أخرى
- ميدالية فضية في ألعاب البحر الأبيض المتوسط 2001 ( تونس).
- ميدالية برونزية في ألعاب البحر الأبيض المتوسط 2005 ( إسبانيا).

### ألقاب فردية
- أفضل ظهير أيسر في بطولة العالم لكرة اليد للرجال 2005.
- خامس أحسن لاعب في العالم سنة 2005.
- أفضل ظهير أيسر في بطولة فرنسا سنتي 2005 و2006.
- هداف كأس العالم لكرة اليد سنة 2006.
- أفضل ظهير أيسر في بطولة أفريقيا 2008.

## روابط خارجية
- وسام حمام على موقع الاتحاد الأوروبي لكرة اليد (الإنجليزية)
- وسام حمام على موقع الاتحاد الفرنسي لكرة اليد (الفرنسية)
- وسام حمام على موقع أوليمبيديا (الإنجليزية)